# Joe Royle
Joe Royle, född 8 april 1949 i Liverpool, är en engelsk fotbollstränare och före detta spelare.
Royle blev den yngste spelaren i Everton när han gjorde debut som 16-åring. Han spelade centerforward och kom att göra 119 mål på 270 matcher. Säsongen 1969/70 blev hans bästa då han gjorde 23 ligamål och Everton blev ligamästare. Året efter gjorde han debut i engelska landslaget, men det blev inte mer än sex landskamper och två mål för Royles del.
I december 1974 värvades han av Manchester City för 170 000 pund och var med om att vinna Ligacupen 1976. I november 1977 såldes han till Bristol City, där han stannade i två och en halv säsong innan han gick över till Norwich City 1980. Royle blev utsedd till Årets spelare i Norwich City 1981, men året efter tvingades han avsluta spelarkarriären efter en knäskada.
Tre månader efter att spelarkarriären tagit slut, fick han jobbet som tränare i Oldham Athletic. Royle tillbringade tolv säsonger i Oldham och 1991 förde han upp klubben i division ett. Han tog även klubben till final i Ligacupen 1990 och till semifinal i FA-cupen 1990 och 1994, men efter att Oldham ramlat ur Premier League 1994 avgick Royle.
Royle tog över som tränare i Everton och under sin första säsong ledde han laget till seger i FA-cupen. Efter att inte fått tillåtelse att värva två norska spelare lämnade han klubben 1997. I februari 1998 blev Royle tränare i Manchester City, som låg på nedflyttningsplats i division ett. Laget ramlade ner i division två, men två år senare hade Royle fört upp laget i Premier League. Manchester City lyckades dock inte stanna i Premier League mer än en säsong, och Royle fick därför sparken i maj 2001.
I oktober 2002 fick han tränarjobbet i Ipswich Town. Under hans första säsong missade man precis kvalet till Premier League och året efter förlorade man mot West Ham United i semifinalen av kvalet till Premier League. Säsongen 2005/06 var Ipswichs sämsta på 50 år, vilket bidrog till att Royle lämnade klubben.